# Constantin Melnikov
Pour les articles homonymes, voir Melnikov.

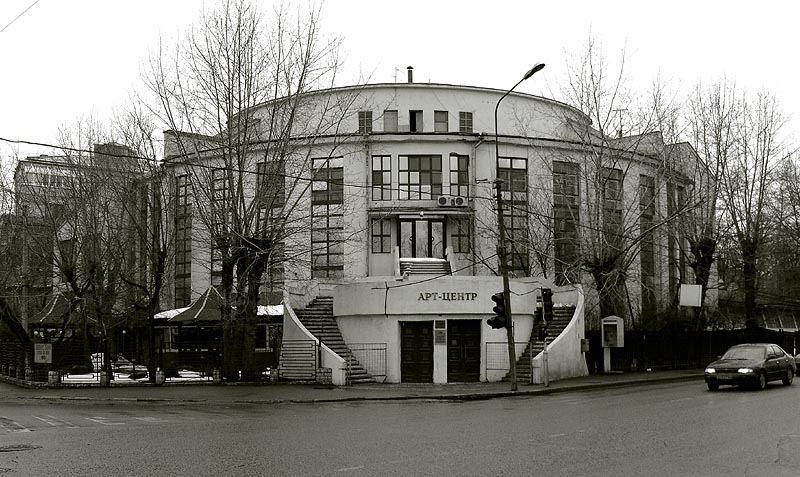
Club Kaoutchouk de Constantin Melnikov

Constantin Stepanovitch Melnikov (en russe : Константин Степанович Мельников ; né le 3 août 1890 à Moscou et mort le 28 novembre 1974 à Moscou) fut un architecte et un peintre russe puis soviétique. Son œuvre architecturale, malgré sa brièveté (une décennie, de 1923 à 1933), l'a placé comme une figure majeure de la fin de l'avant-garde architecturale russe. Bien qu'associé aux constructivistes, Melnikov était un artiste indépendant, sans attache contraignante à aucun mouvement artistique. Dans les années 1930, refusant de se conformer à l'architecture stalinienne montante, il se retira de la pratique et travailla en tant que portraitiste et enseignant jusqu'à la fin de sa vie.

## Biographie

### Ses débuts professionnels
Durant la Première Guerre mondiale et les cinq années de la Révolution de 1917, Melnikov travailla selon une veine néoclassique. Avant la révolution il avait travaillé sur un projet d'usine de camions AMO. Entre 1918 et 1920, il fut engagé dans le bureau de planification du « nouveau Moscou » dirigé par Ivan Joltovski et Alekseï Chtchoussev, dessinant les secteurs Khodynka et Butyrsky de la ville. Mais à cette époque le système d'éducation russe s'écroulait ; une nouvelle école d'Art, le Vkhoutemas, se constitua en 1920. Sa branche architecturale était décomposée en trois parties : un Atelier académique (Ivan Joltovski), une réunion d'ateliers de tendance gauchisante (Nikolaï Ladovski) et un atelier bicéphale mené par Melnikov et Ilya Golossov appelé Nouvelle Académie et Atelier no 2. Melnikov et Golossov résistèrent à la fois à l'académisme et au camp de la gauche : quand en 1924 la direction regroupa la Nouvelle Académie avec l'Atelier académique, Melnikov quitta le Vkhoutemas. En 1923-24, Melnikov s'associa temporairement avec l'ASNOVA et le groupe artistique LEF, cependant il ne s'impliqua pas dans les polémiques publiques et ne fit aucune déclaration publique. En particulier il prit clairement ses distances d'avec le mouvement Constructivisme dirigé par Moisei Ginzbourg et Alexandre Vesnine.
Sa première réussite en architecture fut sa réponse en 1922 à un concours d'habitat ouvrier. Sous le nom d'Atom, le projet de Melnikov était une disposition d'éléments en dents de scie, ce qui allait devenir sa marque de fabrique. Sans équivalent auprès des projets révolutionnaires, Atom était basé sur un concept traditionnel de maisons de ville familiales et d'immeubles d'appartements.
Les premières réalisations concrètes de Melnikov furent des bâtiments temporaires rapidement démontés. Le premier, un pavillon pour l'Exposition agricole et artisanale de toute la Russie en 1923, rassemble beaucoup de caractéristiques de son architecture :
- des éléments cubiques soutenus en équilibre par des colonnes
- des compositions à base de toits à pente unique
- des angles vitrés[4].

Ce dernier point était partagé avec les constructivistes. Les toits pentus, en revanche, allaient à l'encontre des canons constructivistes, mais correspondaient avec le niveau technique de construction de l'époque en Union Soviétique qui était incapable d'assurer une parfaite étanchéité à un toit-terrasse.

### Les garages de Melnikov

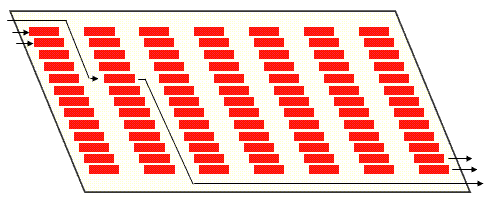
Schéma de fonctionnement du garage de Bakhmétevsky

En 1925 Melnikov dessina et construisit le pavillon soviétique de l'Exposition des Arts décoratifs de Paris. Le pavillon en bois était constitué d'un agencement de toits à pente unique de différentes tailles. Il fut accueilli comme l'une des réalisations les plus novatrices de l'Exposition. À la différence des autres pavillons de Paris, il fut achevé en moins d'un mois, ne nécessitant pas plus de dix ouvriers.
À Paris où il vint superviser la fin des travaux de son pavillon, il eut l'opportunité de rencontrer certaines des figures occidentales de l'architecture d'avant-garde. Il connut Le Corbusier qui l'emmena en automobile faire le tour de chacune de ses œuvres. Il se lia d'amitié avec Robert Mallet-Stevens. Il reçut une commande de la préfecture de Paris pour la réalisation d'un projet de garage pour 1 000 voitures. Melnikov réalisa une première version sur la Seine, puis une seconde constituée d'un prisme régulier de 50 mètres de côté. Mais finalement aucune des deux n'éveilla un quelconque intérêt des autorités municipales.
 La seconde version de ce projet a, selon l'analyse d'Andrés Jaque, beaucoup influencé les architectes contemporains comme Rem Koolhaas, notamment pour son projet de la bibliothèque nationale de France ou le terminal des douanes de Yokohama. Quoi qu'il en fût, Melnikov trouva là un modèle pratique pour disposer des voitures dans un garage (encore une fois une disposition en dents de scie) où les voitures pouvaient se garer ou s'en aller sans marche arrière. 
De retour à Moscou, Melnikov remarqua un terrain à Zamoskvorechye où des bus étaient stationnés en désordre, et il proposa immédiatement son idée à la ville. Le résultat, le dépôt de bus de Bakhmétevsky, pouvait accueillir 104 bus sur un terrain de 8 500 m² dont la forme en parallélogramme aurait pu sembler difficile, et était surmonté d'une toiture conçue par Vladimir Choukhov. 

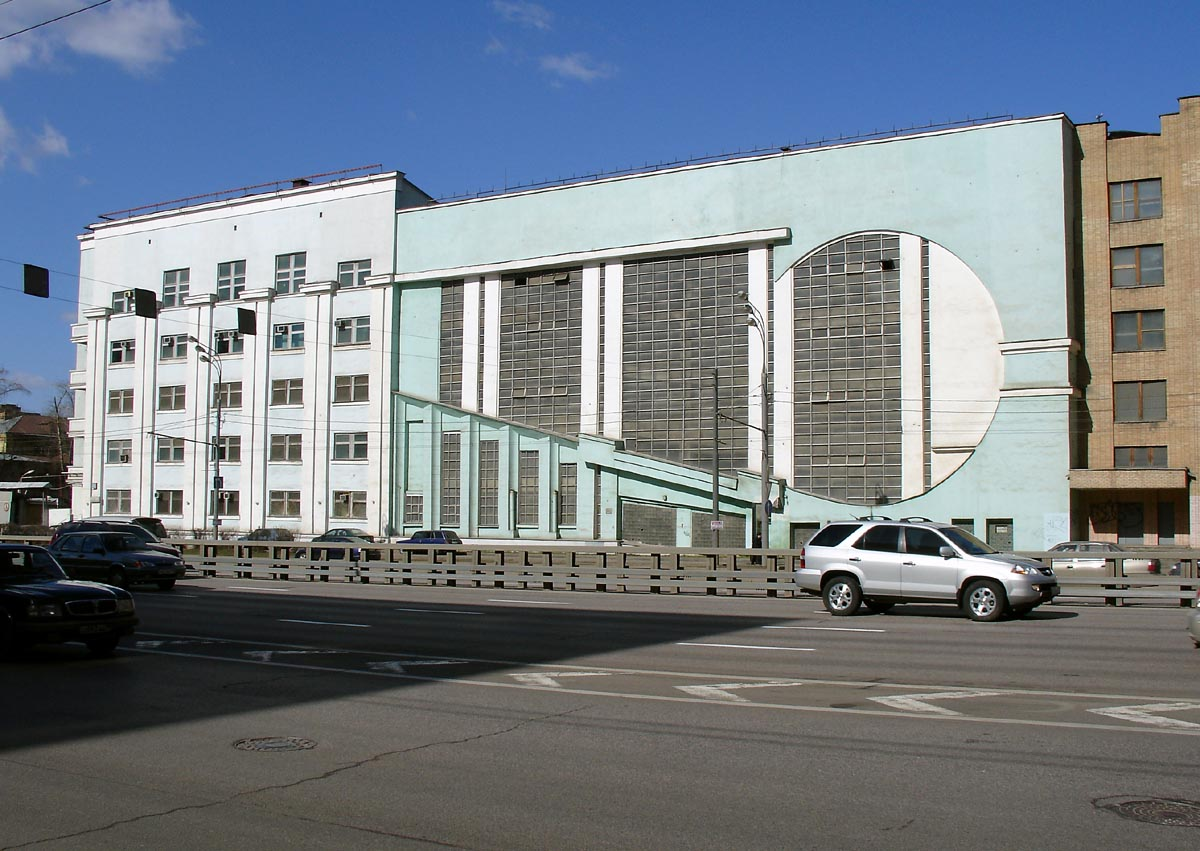
Garage Intourist, la seule façade restante aujourd'hui

Pour Melnikov, ce projet représente le « début de [s]es années dorées. » Le garage Bakhmetevsky, parfois considéré à tort comme un projet-phare du Constructivisme, faisait preuve d'un style peu démonstratif, avec ses briques rouges vaguement industrielles. En revanche les garages qui feront suite afficheront au contraire un style clairement avant-gardiste (qui s'est fortement détérioré avec le temps) :
- 1926-1929 : Garage à camions en fer à cheval, rue Novo-Ryazanskaïa (avec Vladimir Choukhov)
- 1933-1936 : Garage à voitures Intourist, rue Suschevsky Val (avec Andrey Kurochkin)
- 1934-1936 : Garage à voitures Gosplan, rue Aviamotornaya[9]

### Les clubs de Melnikov

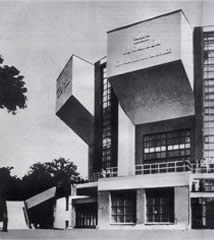
Club Roussakov, 1927

Cette « période dorée » de 1927 continua avec une série de commandes du syndicat pour construire des clubs pour ouvriers. « Entamée en 1927, mon influence s'accrut en obtenant le monopole... c'est ainsi que l'amour vous choie s'il vous aime réellement »
La construction à travers le pays de nouveaux bâtiments servant de club pour ouvriers (combinant les fonctions de centre communautaire, éducatif et de propagande) fut lancée en 1926 et atteignit son acmé en 1927 quand les syndicats commanditèrent 30 clubs dans la région de Moscou (dont 10 à Moscou-même). Melnikov se vit attribué cinq de ces dix commandes (le sixième club se trouve à Likino-Douliovo). L'absence de concours public pour ces programmes s'avéra favorable à Melnikov qui fut soutenu par les syndicalistes commissionnaires enthousiastes, ne prêtant pas attention à la complexité des projets ou à ses affiliations politiques ou artistiques. Il eut la chance de construire pratiquement exactement ce qu'il avait projeté avec seulement quelques petites modifications demandées par le client (notamment la suppression des piscines). 
Les six clubs des travailleurs faits à cette période sont tous différents les uns des autres, par leur forme, leur taille et leur fonctionnement. Les commanditaires n'étaient pas tout à fait compétents pour établir le programme de chacun, alors Melnikov les dessina tous avec des rapports différents entre les halls principaux et les autres espaces. Ces clubs, selon Melnikov, n'étaient pas seulement des foyers de théâtre mais un système flexible de plusieurs halls qui pouvaient être réunis en un seul grand volume si nécessaire. Ses halls principaux les plus vastes pouvaient être divisés en trois (club Roussakov) ou deux (club Svoboda) halls indépendants.
Une particularité de ces clubs — l'usage audacieux d'escaliers externes — est en fait la conséquence du code de l'urbanisme des années 1920 qui obligeait à avoir des cages d'escalier internes très volumineuses pour faciliter l'évacuation. Dans un effort de sauvegarde des espaces intérieurs, Melnikov connecta les halls principaux aux galeries extérieures qui sortaient de la réglementation du code.

### La maison Melnikov

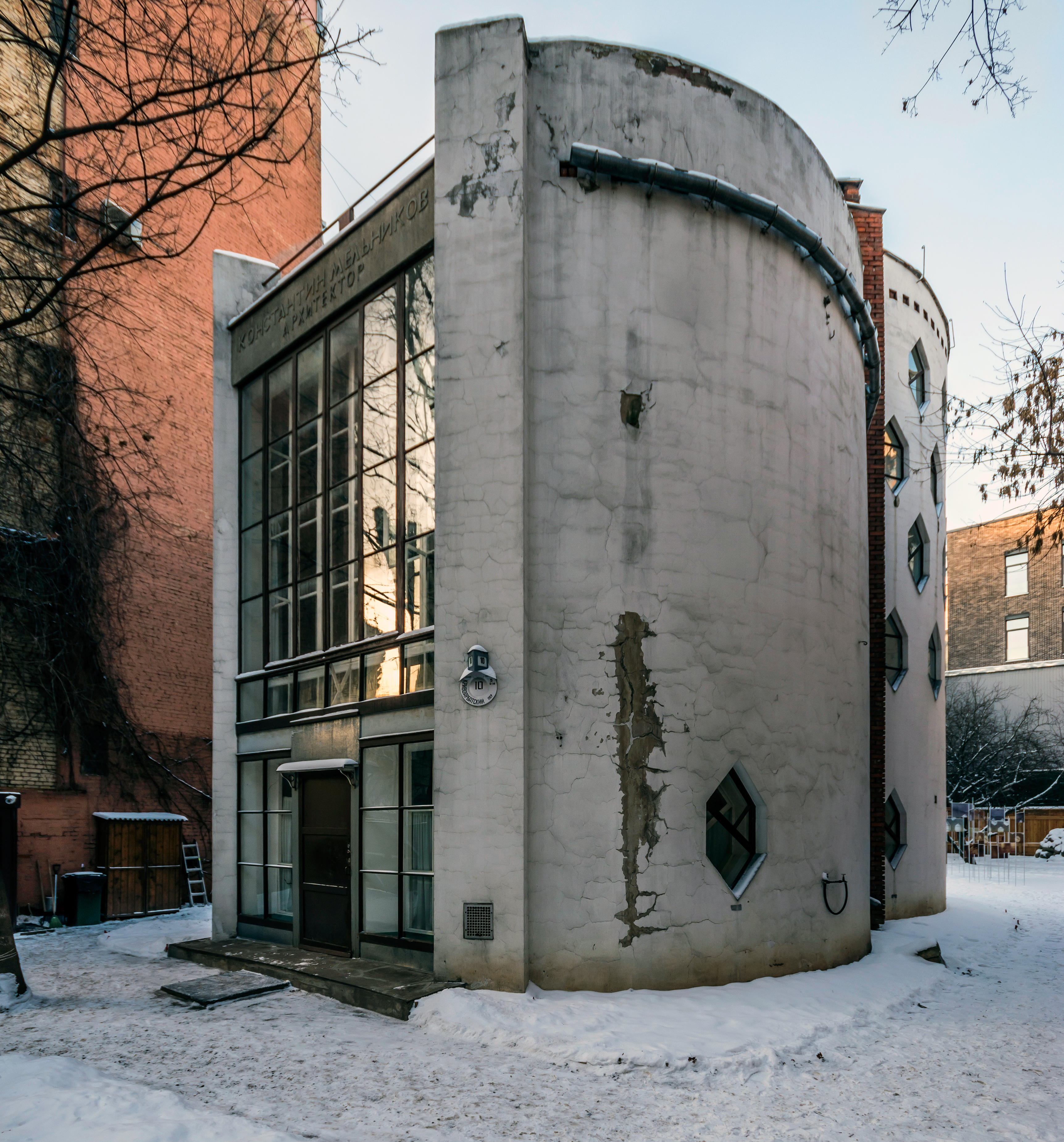
La maison Melnikov, vue depuis la rue Krivoarbatsky

Le bâtiment le plus emblématique de l'œuvre de Melnikov est peut-être sa propre maison, ou villa Arbat, allée Krivoarbatsky à Moscou, bâtie en 1927-1929, et composée de deux tours cylindriques emboîtées et percées d'un motif régulier d'ouvertures hexagonales. 

### Fin de carrière
De 1933 à 1937, Melnikov, nommé dirigeant de la commission du septième plan du Mossovet, s'engagea dans des projets de planification urbaine du secteur sud de Moscou (Place Arbat et l'arrondissement Khamovniki) ; aucun ne fut réalisé. Bien sûr cette affectation montre en quelle grande estime était tenu son talent, mais elle a de fait éloigné Melnikov de la pratique architecturale concrète.
Sa dernière apparition publique fut sa participation en 1936 au concours du palais soviétique de l'Exposition internationale de Paris ; il perdit face à Boris Iofane. Dès 1937, la montée des critiques contre le formalisme amena une excommunication virtuelle de Melnikov. Il ne sera pas tout à fait oublié, au contraire son club Roussakov et la villa Arbat seront reproduits dans beaucoup de manuels soviétiques comme exemples de formalisme.
En dépit de son statut accablant d'artiste aliéné, Melnikov conserva sa maison et y vécut avec sa famille, en sécurité, jusqu'à sa mort. Il retourna à la peinture de portraits et donna des conférences dans des écoles d'ingénieurs. Melnikov a aussi dessiné des commandes privées de moindre importance – des résidences d'été, des aménagements de boutiques – certaines se sont réalisées, d'autres pas.
Melnikov a cependant répondu à quatre concours publics :
- 1954 - le Panthéon et le monument aux 300 ans d'unité russo-ukrainienne
- 1958 - le Palais des Soviets (le concours d'après guerre)
- 1962 - le pavillon soviétique de l'Exposition internationale de New York de 1964
- 1967 - un cinéma sur la rue Arbat (à côté de sa propre villa)

Dans les années 1960 l'architecture de Melnikov connut un bref regain d'intérêt. Son 75e anniversaire (en 1965) fut célébré officiellement par la Maison des architectes à Moscou ; en 1967 et en 1972 il fut récompensé des titres honorifiques de Docteur en architecture et Architecte méritoire.
Melnikov mourut à 84 ans et fut inhumé au cimetière de la Présentation du quartier Lefortovo de Moscou. Son fils, Victor, lui aussi peintre, a vécu et travaillé dans la villa Arbat, et il dut se battre pour en faire un musée jusqu'à sa mort en février 2006. La villa contient une part importante des archives de Constantin Melnikov.

## Œuvres
Classement chronologique par : 

### Bâtiments construits

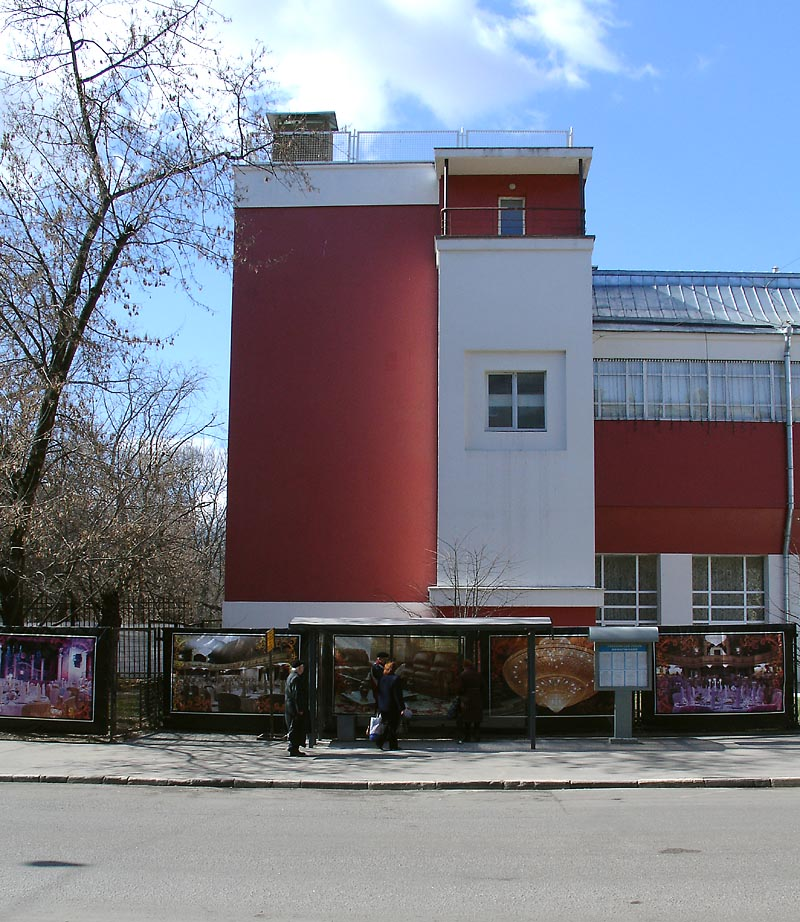
Club Svoboda restauré avec les couleurs d'origine choisies par Melnikov

- 1915–1917 - Bureaux et logements de l'usine de camion AMO, Moscou (démoli)
- 1923 - Pavillon Makhorka pour l'Exposition agricole et artisanale de toute la Russie, Moscou (démonté)
- 1924–1925 - Nouveau marché Soukharev à Moscou (démoli)
- 1925 - Projet lauréat pour le pavillon soviétique de l'Exposition internationale des Arts décoratifs et industriels modernes, Paris (démonté)
- 1926–1927 - Garage à bus Bakhmetevsky, 11 rue Obraztsova à Moscou
- 1927–1929 : La « période dorée » de Melnikov
  - Club Kaoutchouk, 64 rue Plyuschikha, Moscou
  - Club Burevestnik, Moscou
  - Club Svoboda, 41 rue Vyatskaya à Moscou (connu aussi sous le nom Palais Gorky de la Culture)
  - Club Roussakov, 6 rue Stromynka à Moscou
  - Club Frunze, 28 quai Berezhkovskaya à Moscou (menacé de démolition)
  - Club de l'usine de porcelaine, Likino-Douliovo (parfois simplement Dulyovo)
  - Résidence personnelle de Melnikov, allée Krivoarbatsky à Moscou
  - Garage de la rue Novoryazanskaïa (garage en fer à cheval), 27 rue Novoryazanskaïa à Moscou
- 1930–1931 - Reconstruction du théâtre Kamerny à Moscou et du théâtre Pouchkine, boulevard Tverskoï
- 1934–1936 - Garage d'Intourist, rue Aviamotornaya à Moscou
- 1934–1936 - Garage du Gosplan, 33 rue Suschevsky Val à Moscou
- 1937–1938 - Aménagement urbain du boulevard Novinsky à Moscou
- 1945–1947 - Charte des couleurs extérieures des abattoirs Mikoyan, Moscou (démolis)

### Sélection de projets de concours
- 1918–1920 - Esquisses de logements pour ouvriers, de logements pour le personnel de l'hôpital Alexeyevskaya et de la maison du Peuple à Moscou (sans rapport avec ses esquisses de 1922)
- 1921–1923 - Concours de logements pour ouvriers et du Palais du travail, Moscou (jamais construit)
- 1921–1923 - Projets urbains des arrondissements de Butyrsky et Khodynka dans le cadre du réaménagement urbain du Nouveau Moscou (jamais terminé)
- 1924 - Projet du sarcophage de Lénine (Alekseï Chtchoussev lauréat, auteur du premier mausolée temporaire)
- 1924–1925 - Concours pour les bureaux moscovites du journal Pravda de Leningrad  (remporté par les frères Vesnine, jamais construits)
- 1925 - Projet d'un garage sur un pont traversant la Seine à Paris
- 1927 - Concours pour le club Zuev à Moscou (remporté par Ilya Golossov)
- 1929 - Concours du monument à Christophe Colomb, Saint-Domingue. (jamais construit)
- 1932–1933 - Concours du Palais des Soviets (remporté par Boris Iofane et Vladimir Chtchouko, jamais construit)
- 1934 - Concours du bâtiment du Narkomtiajprom, place Rouge à Moscou (jamais construit)
- 1934–1936 - Esquisses pour Luzhniki, pour l'immeuble du quai de Kotelnicheskaya et autres monuments prévus à Moscou.
- 1936 - Concours du pavillon de l'URSS lors de l'Exposition de Paris (remporté par Boris Iofane, construit puis démonté en 1936)
- 1954–1955 - Concours du Panthéon et du Monument des 300 ans d'unité russo-ukrainienne (jamais construit)
- 1958–1959 - Concours du Palais des Soviets (le concours organisé après-guerre, jamais construit)
- 1962 - Pavillon soviétique de l'Exposition universelle de New York
- 1967 - Concours pour un cinéma sur la rue Arbat (jamais construit)

## Galerie de photos

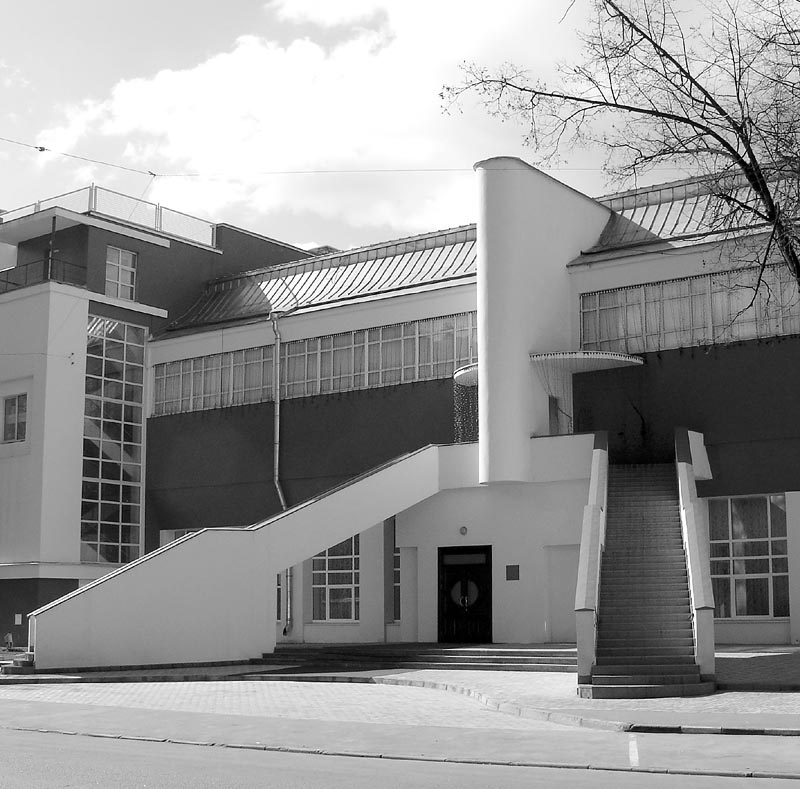
Club Svoboda
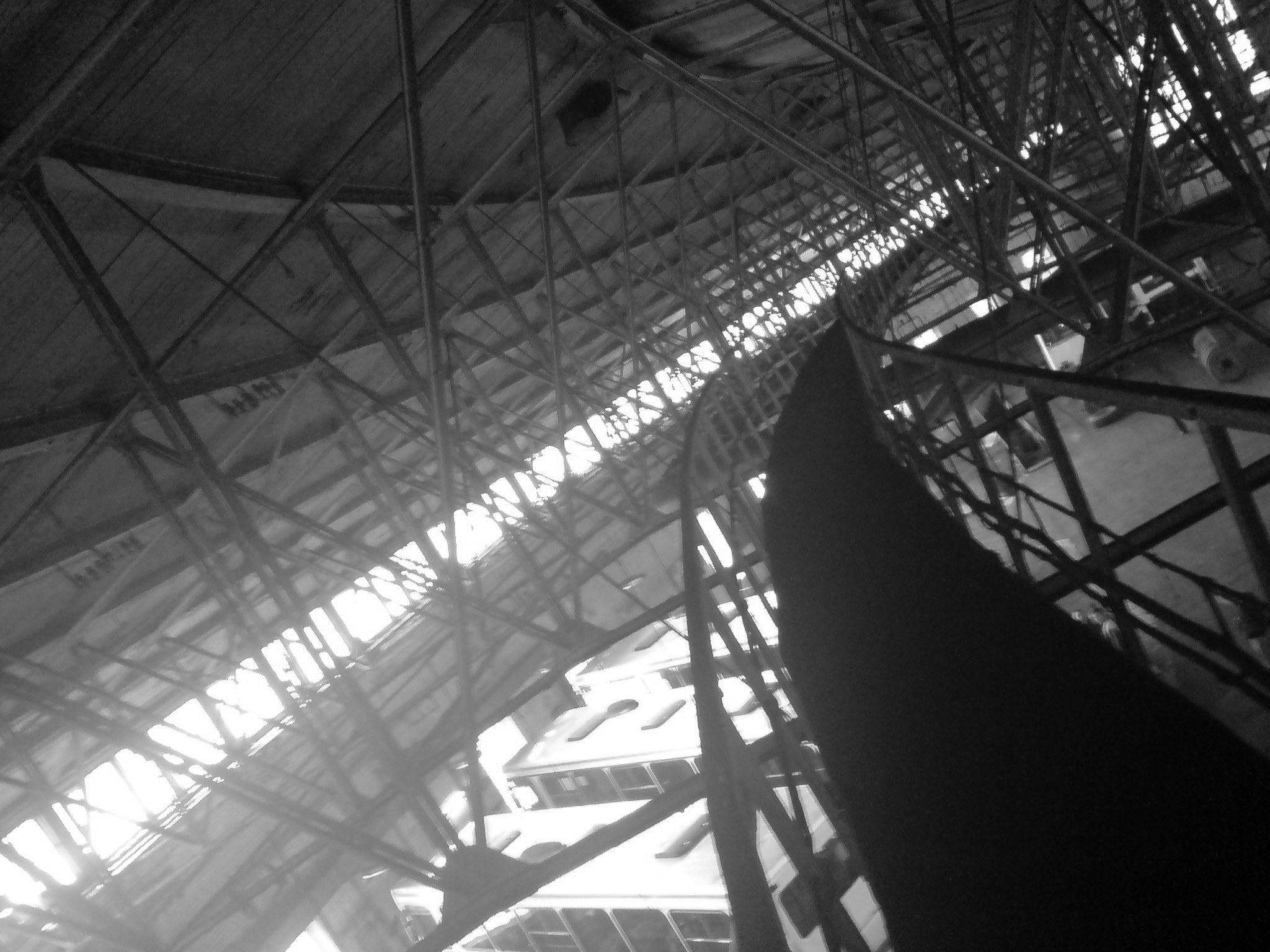
Garage de la rue Novoryazanskaïa
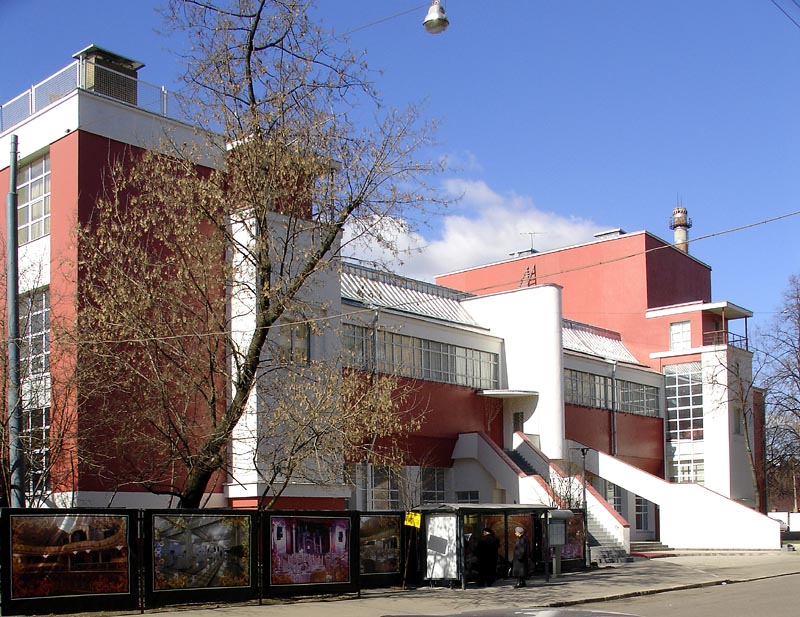
Club de l'usine Svoboda (photo de 2007)
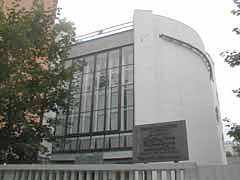
Sa villa, entrée principale et baie vitrée du salon